# Stacy Awour Otieno
Stacy Awour Otieno (27 de dezembro de 1990) é uma jogadora de rugby sevens queniana.

## Carreira
Stacy Awour Otieno integrou o elenco da Seleção Queniana Feminina de Rugbi de Sevens, na Rio 2016, que foi 11º colocada.